# Shanghai Airlines
Pour les articles homonymes, voir CSH.

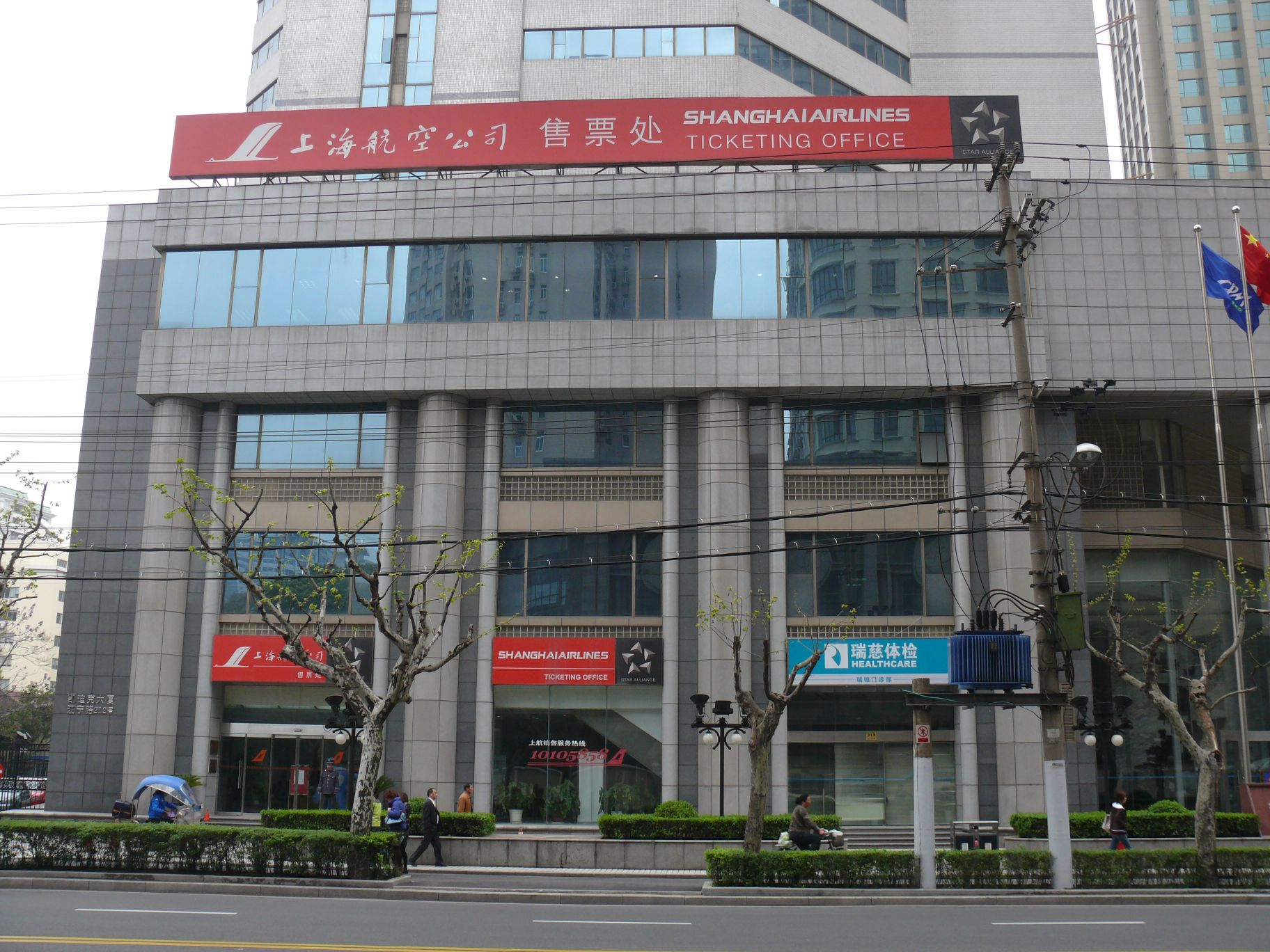
Ancien siège social de Shanghai Airlines

Shanghai Airlines (code AITA : FM ; code OACI : CSH) est la première compagnie aérienne chinoise à être une SARL. Son nom chinois est 上海航空.

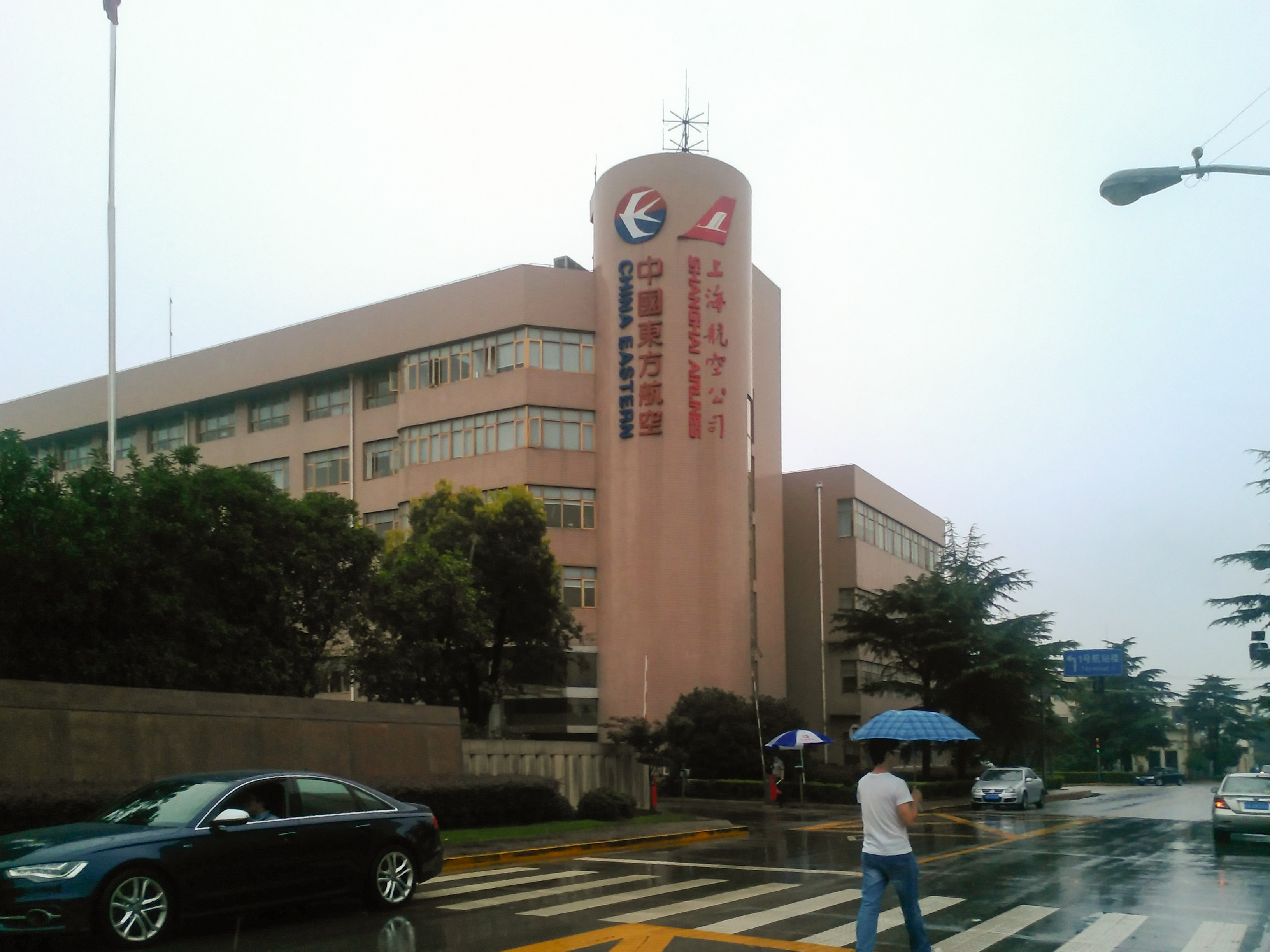
Siège de China Eastern Airlines et Shanghai Airlines

Le 13 juillet 2009, China Eastern Airlines annonce qu'elle rachète Shanghai Airlines. China Eastern Airlines ayant annoncé en avril 2010 son adhésion à Skyteam, le maintien de Shanghai Airlines au sein de Star Alliance devenait problématique: le 29 juillet 2010 la compagnie a donc annoncé sa sortie de l'alliance le 31 octobre 2010.

## Flotte
En février 2025, la flotte de Shanghai Airlines est composée des appareils suivants:
- Shanghai Airlines a reçu en 2005 le dernier 757 produit par Boeing (cn 33967 / ln 1050), immatriculé B-2876[5]. Elle l'a revendu à la compagnie Delta Air Lines en avril 2015[6].

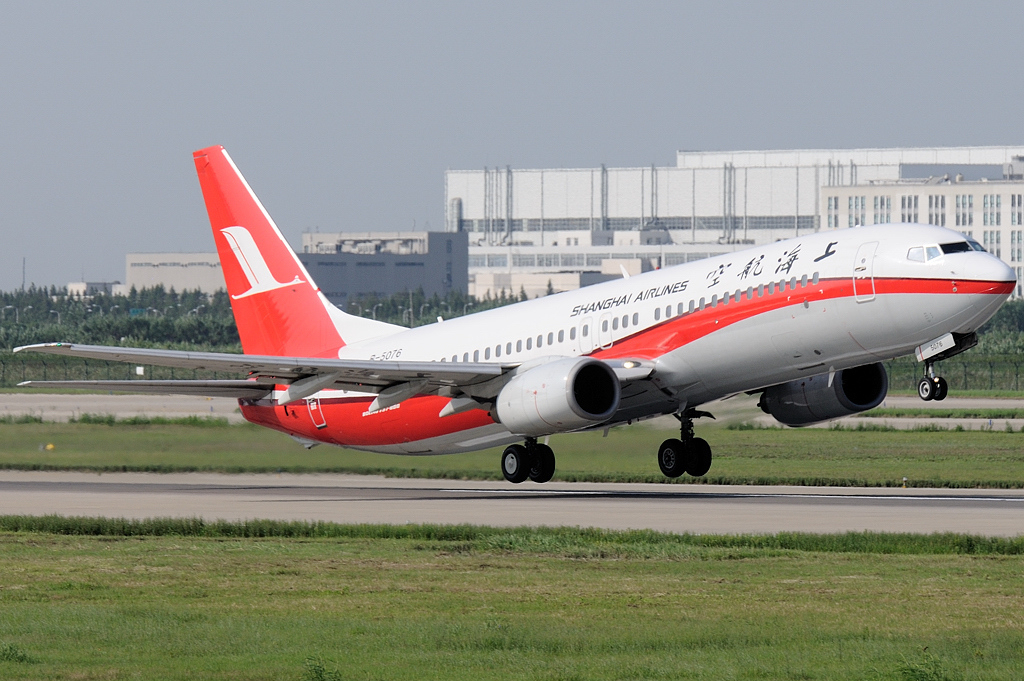
Shanghai Airlines Boeing B-737 au décollage
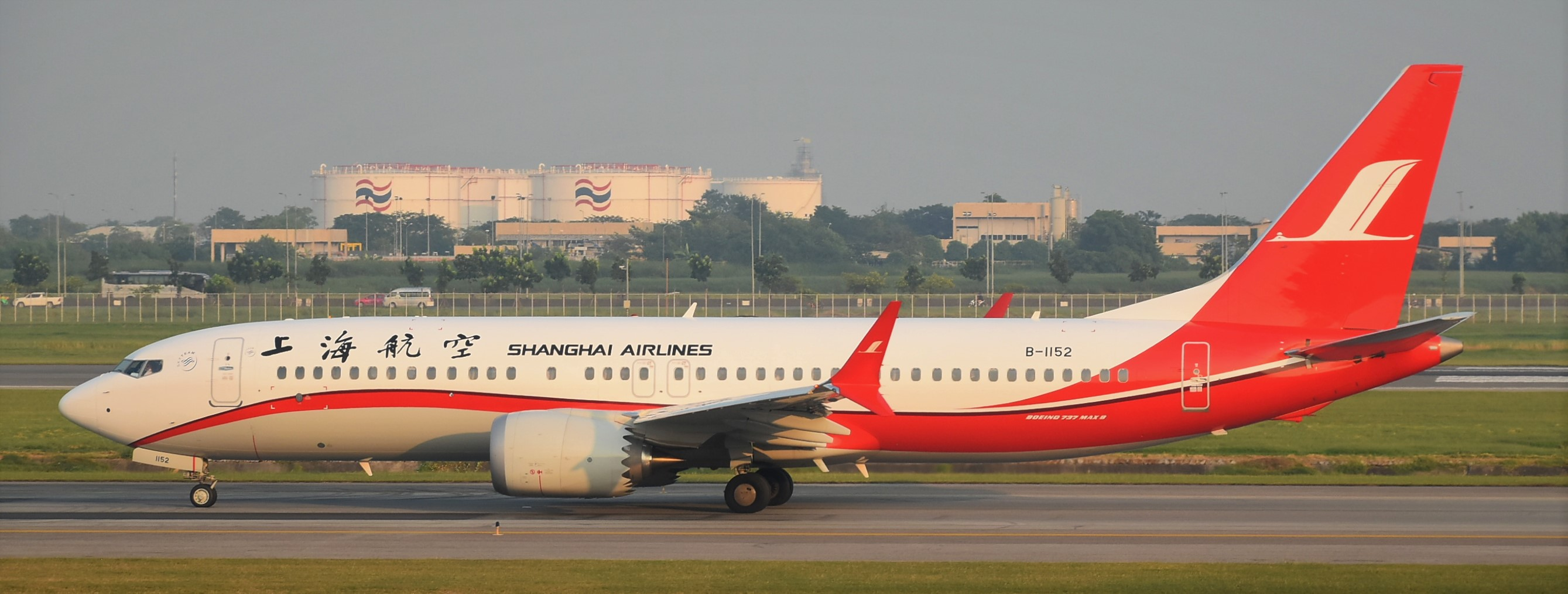
Boeing 737-8 MAX (B-1152) à l'aéroport de Bangkok-Suvarnabhumi
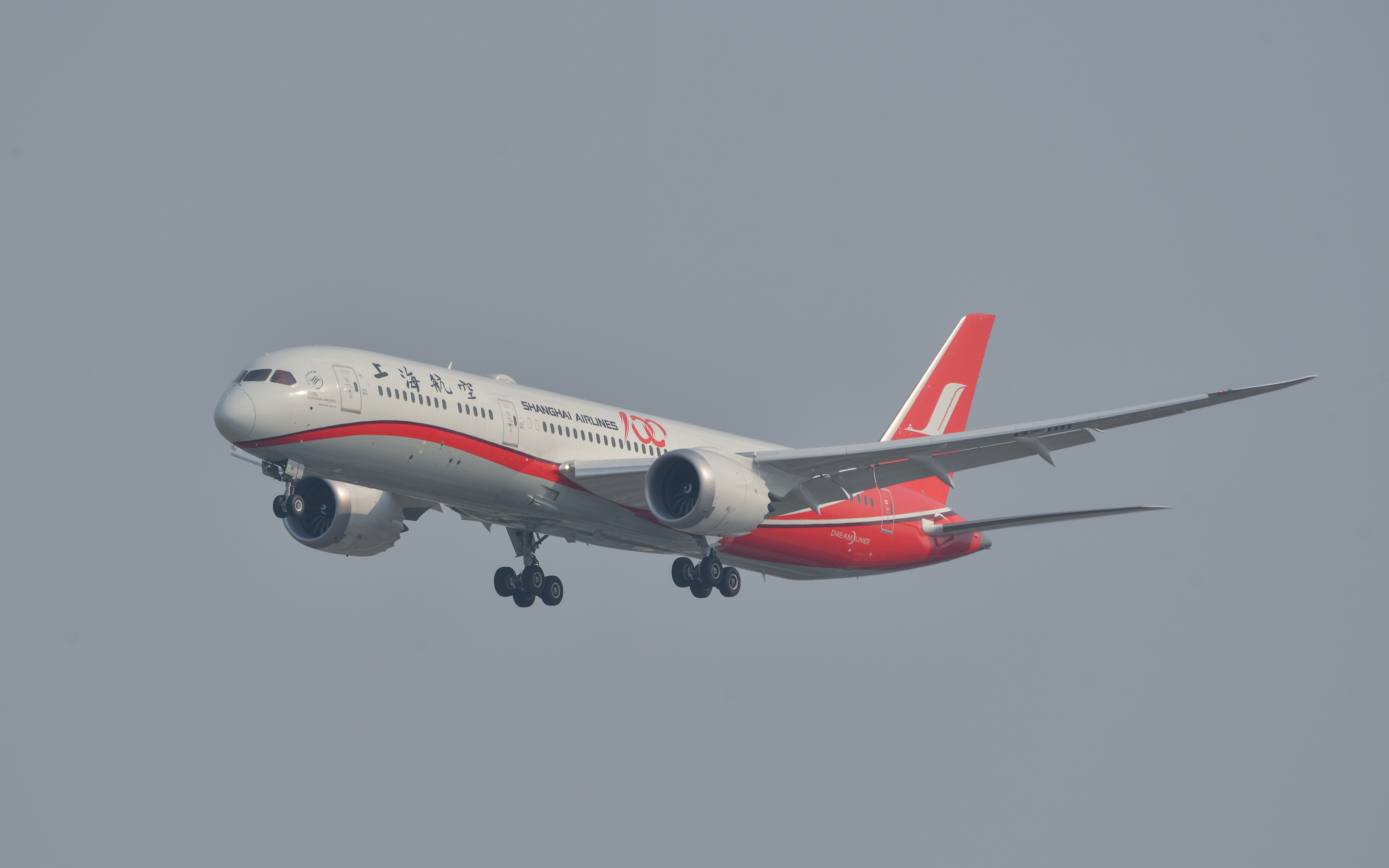
Shanghai Airlines Boeing 787-8

La compagnie a par le passé exploité les avions suivants :
| Type d'avion       | Année d'introduction | Année de sortie |
| ------------------ | -------------------- | --------------- |
| Airbus A321        | 2009                 | 2010            |
| Boeing 737-300     | 1997                 | 1999            |
| Boeing 757         | 1990                 | 2015            |
| Boeing 767         | 1994                 | 2018            |
| Bombardier CRJ-200 | 2000                 | 2013            |

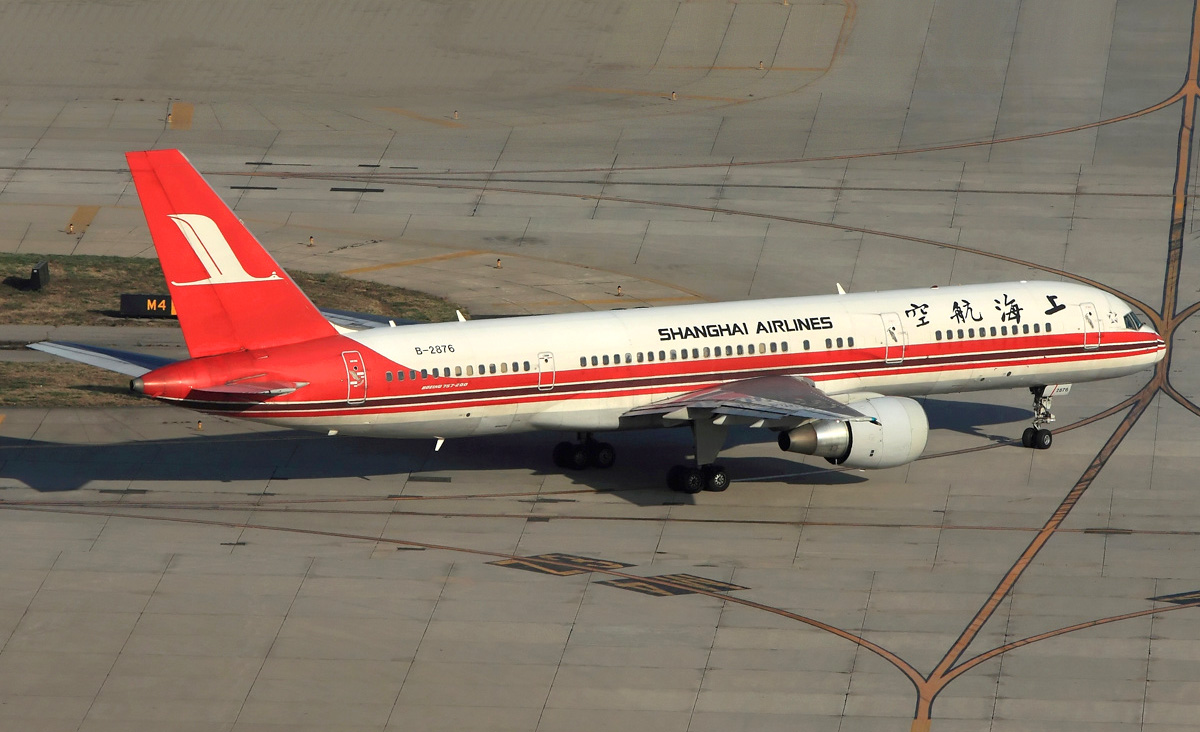
Boeing 757-26D
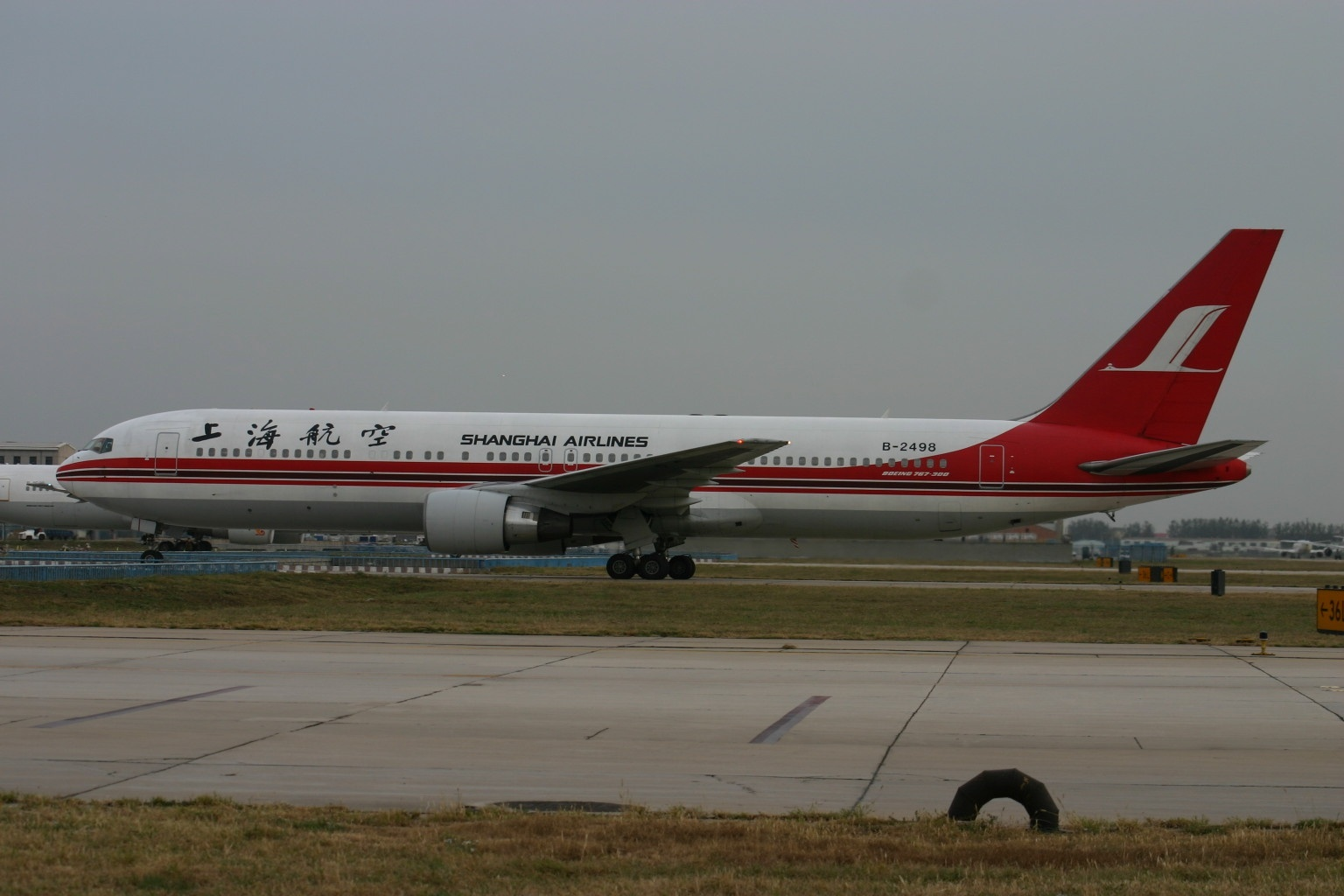
Boeing 767
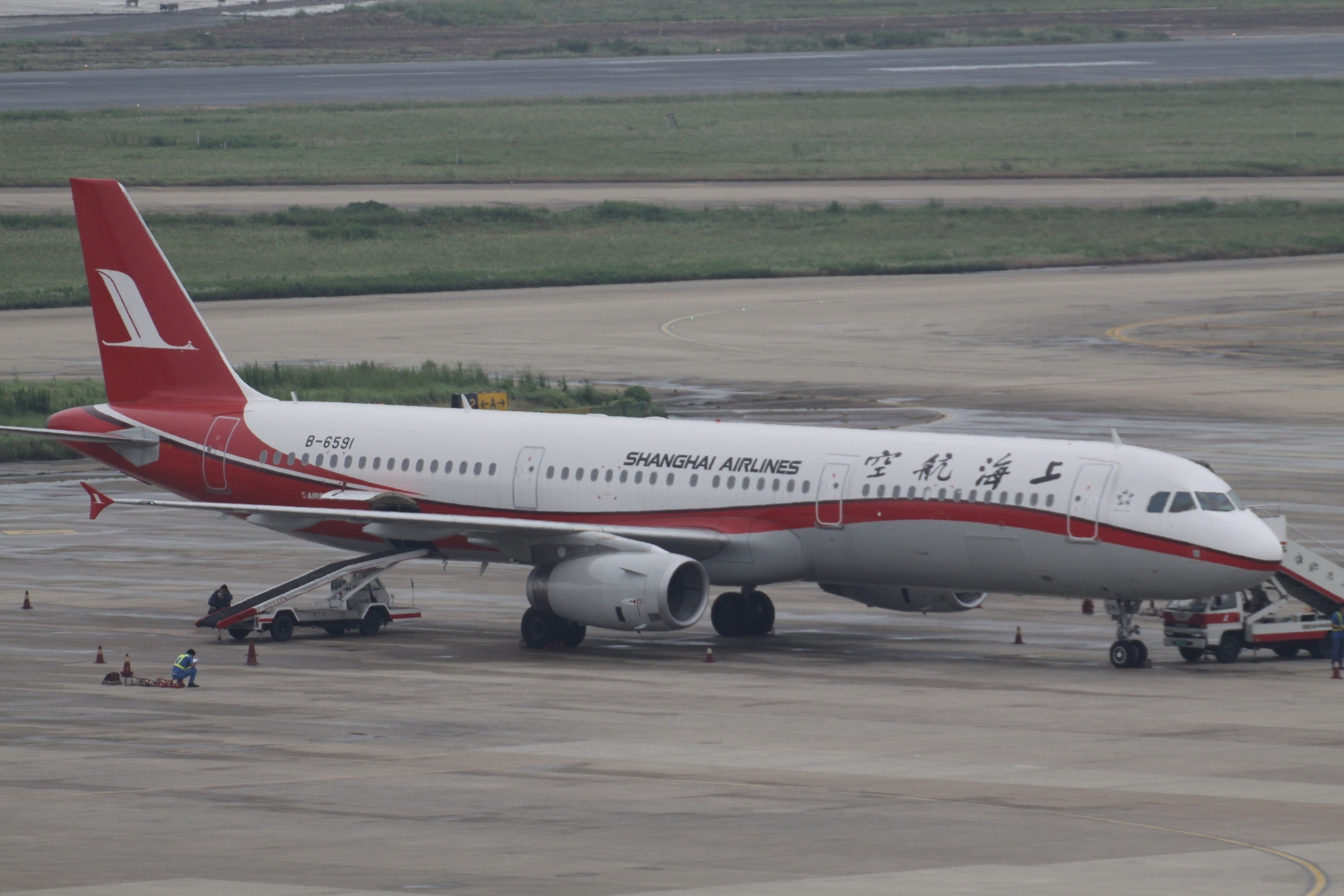
Ancien Airbus A321 de Shanghai Airlines